# Dell City
Dell City is een plaats (city) in de Amerikaanse staat Texas, en valt bestuurlijk gezien onder Hudspeth County.

## Demografie
Bij de volkstelling in 2000 werd het aantal inwoners vastgesteld op 413.
In 2006 is het aantal inwoners door het United States Census Bureau geschat op 411, een daling van 2 (-0,5%).

## Geografie
Volgens het United States Census Bureau beslaat de plaats een oppervlakte van
4,3 km², geheel bestaande uit land. Dell City ligt op ongeveer 1111 m boven zeeniveau.

## Plaatsen in de nabije omgeving
De onderstaande figuur toont nabijgelegen plaatsen in een straal van 92 km rond Dell City.